# Abraxas shigernaei
Abraxas shigernaei là một loài bướm đêm trong họ Geometridae.